# Triple X
Triple X (XXX, també s'escriu xXx), és una pel·lícula d'acció de l'any 2002 protagonitzada per Vin Diesel. L'estrella d'acció Vin Diesel és Xander Cage, un delinqüent amant dels esports de risc, que és reclutat pel Govern per complir una compromesa missió: convertit en l'Agent xXx, haurà d'infiltrar-se i destruir una perillosa banda russa, dedicada al tràfic il·legal d'armes nuclears. També és protagonitzada per Samuel L. Jackson, William Hope, Marton Csokas, Asia Argento, Michael Roof, Leila Arcieri, Tom Everett i Danny Trejo. Ha estat doblada al català

## Argument
Xander Cage, àlies XXX, és un trenca-lleis, entusiasta dels esports extrems, amb propensió a la conducta rebel. Després de robar i deixar caure en un pont (escena gravada en un pont prop d'Auburn) el Corvette d'un senador per la prohibició dels videojocs a Califòrnia, és atrapat i l'agent August Gibbons del Govern dels Estats Units li ofereix dues opcions, un treball per a ell o complir amb una pena de presó.
Després de triar el treball, és enviat com a agent encobert a la República Txeca, per tal d'obtenir més informació sobre un grup de rebels anomenats Anarquia 99 i, en particular, el seu líder Yorgi, un ex-soldat rus que odia la societat i l'autoritat. A l'endinsar-se en el fosc inframón habitat pel grup, es troba amb Yorgi, que li presenta a la seva aparent novia Yelena, que resulta ser un agent abandonat d'un organisme d'intel·ligència rus, el FSB, i negocia una ajuda davant Gibbons per guardar, i assegurar per a ella una nova vida a Amèrica del Nord.
No obstant això, Anarquia 99 resulta ser una organització terrorista, que planeja una sèrie d'atacs amb armes químiques a les principals ciutats del món mitjançant la utilització d'uns sistemes automatitzats d'alta velocitat marítima; habitual de l'avió teledirigit Ahab. Xander, juntament amb Yelena contínua per actuar com un agent doble i descobreix que l'avió està equipat amb un dispositiu dissenyat per viatjar a les zones densament poblades, on pot desplegar els seus míssils biològics.
Xander mata Yorgi, i escapa en un cotxe de luxe al llarg de sinuoses carreteres, i en paral·lel a l'avió, que va a alta velocitat per un riu cap a Praga. Finalment destrueix el pilot automàtic i els productes químics a bord. La pel·lícula acaba amb Xander de vacances al costat de Yelena a Bora Bora.

## Producció
El rodatge de la pel·lícula es va dur a terme en tres llocs. La major part de la pel·lícula està ambientada a Praga, República Txeca. El salt Corvette va ser filmada en el Pont Foresthill a Auburn State Recreation Area, Auburn, Califòrnia. Les escenes finals es van establir a Bora Bora, Tahití, i altres zones de la Polinèsia Francesa.
Els primers minuts de la pel·lícula tenen lloc en un concert de Rammstein a Praga. El mateix clip està disponible, però des de la perspectiva de la banda (amb només breus escenes de la pel·lícula) en el seu vídeo recopilatori Lichtspielhaus.
Harry L. O'Connor, el doble de risc de Diesel, va ser mort en un accident durant el rodatge, en una escena en la qual se suposava que havia de fer ràpel en una línia de parapent i aterrar en un submarí. Quan O'Connor no ràpel sota de la línia prou ràpid, ell va colpejar un pont a gran velocitat i va morir instantàniament. La seva mort va ser capturat a la pel·lícula, i el director Rob Cohen va decidir incloure les imatges de l'escena amb els moments finals editat a terme -. Per respecte a l'acte final del doble de risc.

## Altres pel·lícules de la saga
- xXx: State of the Union (2005)
- xXx: Return of Xander Cage (2017)

## Banda sonora
La banda sonora també compta amb Rammstein, Queens of the Stone Age, Drowning Pool, Hatebreed i altres, i alguns artistes de diferents gèneres com Nelly, Lil 'Wayne, NERD orbital, i Moby. Va ser llançat el 6 d'agost de 2002 a Universal Records. Va aconseguir el lloc 9º en el Billboard 200, 16º en el Top R & B / Hip-Hop Albums i 1º en les bandes de so superior.

## Repartiment
- Vin Diesel - Xander Cage
- Asia Argento - Yelena
- Marton Csokas - Yorgi
- Samuel L. Jackson - Augustus Gibbons
- Michael Roof - Agent Toby Lee Shavers
- Richy Müller - Milan Sova
- Werner Dähn - Kirill
- Petr Jákl - Kolya
- Jan Pavel Filipenský - Viktor
- Tom Everett - Senator Dick Hotchkiss
- Danny Trejo - El Jefe
- Thomas Ian Griffith - Agent Jim McGrath
- Eve - J.J.
- Leila Arcieri - Jordan King
- William Hope - Agent Roger Donnan
- cool Ross - Ross Sneddon
- TImmy Ross - Ross Williamson
- Gazza - Gary Macnemara
- Till Lindemann, Richard Z. Kruspe, Christoph Schneider, Paul Landers, Oliver Riedel, Christian Lorenz - és el grup de música (Rammstein)

## Premis
El 2003 la pel·lícula va ser nominada per als següents premis:
- Premis Saturn, nominada pels efectes especials.
- Premi BMI Film Music, premi a la millor banda sonora, obra de Randy Edelman.
- Premi DVD Premiere, nominat per la producció de Todd Grossman, JM Kenny i Michael Meadows.
- Premi MTV Movie, nominat pel millor actor, Vin Diesel.
- Premi Golden Reel, nominat pels efectes sonors.

Premi Taurus:
- Premi al millor extra: Harry O'Connor.
- Premi al millor especialista: Tim Rigby.
- Premi al millor coordinador d'extres: Lance Gilbert.
- Nominada al millor extra: Tim Rigby.
- Nominada al millor especialista: Harry O'Connor.
- Nominat pel millor treball amb vehicles: Larry Linkogle i Jeremy Steinberg.